# 平岡敦
平岡 敦（ひらおか　あつし、1955年8月10日 - ）は、日本のフランス文学者、翻訳家。
主にフランスの純文学、推理小説、SF、児童文学の翻訳を手掛ける。

## 人物
千葉県生まれ。早稲田大学第一文学部フランス文学科卒業、中央大学大学院フランス文学専攻修了。
2008年、チェン・ジャンホン『この世でいちばんすばらしい馬』で第56回産経児童出版文化賞翻訳作品賞受賞。
2016年、ガストン・ルルー『オペラ座の怪人』（光文社古典新訳文庫）で第21回小西財団日仏翻訳文学賞を受賞。

## 翻訳
- 『ロマン・ノワール フランスのハードボイルド』（J - P・シュヴェイアウゼール、白水社、文庫クセジュ） 1991
- 『誰がドルンチナを連れ戻したか』（イスマイル・カダレ、白水社） 1994
- 『砕かれた四月』（イスマイル・カダレ、白水社） 1995
- 『奇妙な季節』（ジャン=マルク・ロベール、東京創元社） 1996
- 『殺しの挽歌』（ジャン＝パトリック・マンシェット、学習研究社） 1997
- 『カービン銃の妖精』（ダニエル・ペナック、白水社） 1998
- 『タンギー 「今」を生きてきた子どもの物語』（ミシェル・デル・カスティー、徳間書店） 1998
- 『恋する手紙』（マドレーヌ・シャプサル編、松本百合子共訳、扶桑社） 2000、のち改題『この世でいちばん美しい愛の手紙』（ソニー・マガジンズ、ヴィレッジブックス)
- 『子ども諸君』（ダニエル・ペナック、白水社） 2000
- 『たったひとりの戦い』（アナイス・ヴォージュラード、徳間書店） 2000
- 『殺人交叉点』（フレッド・カサック、創元推理文庫） 2000
- 『クリムゾン・リバー』（ジャン=クリストフ・グランジェ、創元推理文庫） 2001、のち改版 2018
- 『オオカミと石のスープ』（アナイス・ヴォージュラード、徳間書店） 2001
- 『ナイナイとしあわせの庭』（キティ・クローザー、徳間書店） 2002
- 『散文売りの少女』（ダニエル・ペナック、白水社） 2002
- 『こわがりのかえるぼうや』（キティ・クローザー、徳間書店） 2003
- 『コウノトリの道』（ジャン=クリストフ・グランジェ、創元推理文庫） 2003
- 『まっくろヒヨコ』（ラスカル、偕成社） 2003
- 『蜘蛛の微笑』（ティエリー・ジョンケ、ハヤカワ・ミステリ文庫） 2004
- 『碁を打つ女』（シャン・サ、早川書房） 2004
- 『ピエロの赤い鼻』（ミシェル・カン、扶桑社） 2004
- 『アズールとアスマール』（ミッシェル・オスロ、スタジオジブリ、三鷹の森ジブリ美術館ライブラリー) 2007
- 『東京カオス』（アンヌ・ランバック、阪急コミュニケーションズ） 2007
- 『死者の部屋』（フランク・ティリエ、新潮文庫） 2008
- 『ムッシュ・マロセーヌ』（ダニエル・ペナック、白水社） 2008
- 『にわにいるのは、だあれ? パパとミーヌ』（キティ・クローザー、徳間書店） 2008
- 『騙し絵』（マルセル・F・ラントーム、創元推理文庫） 2009
- 『水曜日の本屋さん』（シルヴィ・ネーマン、光村教育図書） 2009
- 『バビロン・ベイビーズ』（モーリス・G・ダンテック、太田出版） 2009
- 『ヴェルサイユの密謀』（クリスティーヌ・ケルデラン,エリック・メイエール、新潮文庫） 2010
- 『いつか、きっと』（ティエリ・ルナン、光村教育図書） 2010
- 『シャーロック・ホームズの誤謬 『バスカヴィル家の犬』再考』（ピエール・バイヤール、東京創元社） 2011
- 『シンドロームE』（フランク・ティリエ、ハヤカワ文庫） 2011
- 『私が、生きる肌』（ティエリー・ジョンケ、ハヤカワ・ミステリ文庫） 2012
- 『シンデレラの罠』（セバスチアン・ジャプリゾ、創元推理文庫） 2012
- 『フランス組曲』（イレーヌ・ネミロフスキー、野崎歓共訳、白水社） 2012
- 『オペラ座の怪人』（ガストン・ルルー、光文社古典新訳文庫） 2013
- 『GATACA』（フランク・ティリエ、ハヤカワ文庫） 2013
- 『ことりのギリ』（マリオ・ラモ、光村教育図書） 2013
- 『オマル 導きの惑星』（ロラン・ジュヌフォール、早川書房） 2014
- 『オマル 2 (征服者たち)』（ロラン・ジュヌフォール、早川書房） 2014
- 『かしこいウサギとはずかしがりやの大きな鳥』（パスカル・マレ文、デルフィーヌ・ジャコ絵、徳間書店） 2014
- 『ホラー短編集 3 最初の舞踏会』（編訳、岩波少年文庫） 2014
- 『彼女のいない飛行機』（ミシェル・ビュッシ、集英社文庫） 2015
- 『新車のなかの女』（セバスチアン・ジャプリゾ、創元推理文庫） 2015
- 『天国でまた会おう』（ピエール・ルメートル、早川書房） 2015、同時に文庫
- 『モーパッサン 首飾り』（モーパッサン、理論社、世界名作ショートストーリー） 2015
- 『ロルドの恐怖劇場』（アンドレ・ド・ロルド、編訳、ちくま文庫） 2016
- 『黒い睡蓮』（ミシェル・ビュッシ、集英社文庫） 2017
- 『狩人の手』（グザヴィエ=マリ・ボノ、創元推理文庫） 2017
- 『3つ数えて走りだせ』（エリック・ペッサン、あすなろ書房） 2017
- 『炎の色』（ピエール・ルメートル、早川書房） 2018、同時に文庫
- 『地底旅行』（ジュール・ヴェルヌ、岩波少年文庫） 2018
- 『猫の楽園 ゾラショートセレクション』（エミール・ゾラ、ヨシタケシンスケ絵、理論社、世界ショートセレクション） 2018
- 『壁抜け男 エーメショートセレクション』（マルセル・エーメ、ヨシタケシンスケ絵、理論社、世界ショートセレクション） 2019

### ポール・アルテ
- 『第四の扉』（ポール・アルテ、早川書房） 2002、のちハヤカワ・ミステリ文庫 2018
- 『死が招く』（ポール・アルテ、早川書房） 2003
- 『赤い霧』（ポール・アルテ、早川書房） 2004
- 『カーテンの陰の死』（ポール・アルテ、早川書房） 2005
- 『赤髯王の呪い』（ポール・アルテ、早川書房） 2006
- 『狂人の部屋』（ポール・アルテ、早川書房） 2007
- 『七番目の仮説』（ポール・アルテ、早川書房） 2008
- 『虎の首』（ポール・アルテ、早川書房） 2009
- 『殺す手紙』（ポール・アルテ、早川書房） 2010
- 『あやかしの裏通り』（ポール・アルテ、行舟文化） 2018
- 『金時計』 (ポール・アルテ、行舟文化、名探偵「オーウェン・バーンズ」シリーズ） 2019

### モーリス・ルブラン
- 『怪盗紳士ルパン』（モーリス・ルブラン、ハヤカワ・ミステリ文庫） 2005
- 『カリオストロ伯爵夫人』（モーリス・ルブラン、ハヤカワ・ミステリ文庫） 2005
- 『奇岩城』（モーリス・ルブラン、ハヤカワ・ミステリ文庫） 2006
- 『水晶の栓』（モーリス・ルブラン、ハヤカワ・ミステリ文庫） 2007
- 『ルパン、最後の恋』（モーリス・ルブラン、早川書房） 2012、のち文庫
- 『ルパン対ホームズ』（モーリス・ルブラン、ハヤカワ・ミステリ文庫） 2015

### チェン・ジャンホン
- 『ウェン王子とトラ』（チェン・ジャンホン、徳間書店） 2007
- 『この世でいちばんすばらしい馬』（チェン・ジャンホン、徳間書店） 2008
- 『ハスの花の精リアン』（チェン・ジャンホン、徳間書店） 2011
- 『ロンと海からきた漁師』（チェンジャンホン作・絵、徳間書店） 2015
- 『小さなサンと天の竜』（チェンジャンホン作・絵、徳間書店） 2016